# Marsange
La Marsange est une rivière française coulant dans le département français de Seine-et-Marne. C'est un affluent de l'Yerres en rive droite, donc un sous-affluent de la Seine. Elle porte le nom de ru de la Bonde de sa source à Villeneuve-le-Comte avant de prendre le nom de ruisseau de la Marsange puis Marsange.

## Géographie
De 30,4 km de longueur, le bassin versant de la Marsange, qui s'étire globalement du nord au sud, se situe au nord du bassin de l'Yerres. Il couvre environ 158 km2 dans le département de Seine-et-Marne. Il intéresse, avec plus ou moins d'importance le territoire de vingt-huit communes de Seine-et-Marne, et regroupe une population d'environ 24 000 habitants.
Il s'étend à environ 10 km au nord de Melun, au cœur de la Brie française.
La surface de ce bassin est couverte à 44 % de cultures, 47 % de forêts et 8 % de zones artificialisées.
Les zones artificialisées concernent les villes et villages dispersés, principalement les agglomérations de Gretz-Armainvilliers et Tournan-en-Brie au centre du bassin et Bailly-Romainvilliers à l'extrême nord du bassin.
Le bassin de la Marsange est bordé à l'est par le bassin du ru de Bréon, autre affluent de l'Yerres.
La Marsange est un cours d'eau calme, d'une profondeur maximale de quelques décimètres selon les endroits traversés. La rivière, évoluant entièrement sur le perméable plateau briard, possède un débit globalement faible jusqu'à la confluence avec l'Yerres. Ses affluents sont partagés entre des rus pérennes et des rus intermittents. La Marsange se trouve sur une zone très infiltrante, contribuant à limiter son débit.
Le parcours est sinueux, dans une vallée au départ peu individualisée, puis marquée à partir de Favières, avec une orientation générale allant du nord au sud pour rejoindre l'Yerres.
La Marsange est le second plus long affluent de l'Yerres, très légèrement derrière la Visandre et devant l'Yvron, mais inversement au niveau du bassin versant.

## Description du cours
La Marsange prend sa source sur la commune de Coutevroult, au hameau de la Roche en bordure de la forêt de Crécy, à une altitude de 132 mètres. Ce n'est au départ qu'un fossé qui entre rapidement sur le territoire de La Celle-sur-Morin. Le fossé devient le ru de la Bonde, cours d'eau intermittent au débit insignifiant à l'instar des rus de la Brie. Le ru prend une direction sud et entre sur le territoire de Villeneuve-le-Comte. Il reçoit alors de petits affluents et devient pérenne après avoir croisé la RD 231 en lisière de forêt à proximité du village. Le ru de la Bonde devient ensuite le ruisseau de la Marsange, qui traverse la forêt de Crécy du nord au sud. Le ruisseau entre sur le territoire de Neufmoutiers-en-Brie et effectue un coude marqué vers l'ouest en sortant de la forêt de Crécy. La Marsange croise la RD 96, entre dans le bois de l'Échelle puis sur le territoire de Favières. Le ruisseau croise la LGV Interconnexion Est et entre dans le bois de Mandegris. La Marsange reçoit alors le ru de la Hotte venu du nord. Le ru de la Hotte, grossi du ru du Grand Étang (appelé ru de la Folie en amont), est le principal affluent de la Marsange avec une importance presque équivalente. La Marsange devient un large ruisseau allant au sud et passant à Favières. Le ruisseau creuse une petite vallée, effectue un bref coude vers l'ouest et rejoint Tournan-en-Brie. La Marsange devient une petite rivière en passant à travers la ville. Elle passe ensuite sous la voie ferrée de la ligne de Coulommiers puis la voie rapide de la RN 4. Au hameau de Combreux, la Marsange passe à travers un étang puis entre sur le territoire de Presles-en-Brie en bordant brièvement Gretz-Armainvilliers, dans un secteur très infiltrant avec une présence de gouffres. La Marsange redevient un ruisseau avec un débit réduit, recevant le ru de la Queue Mahot en rive droite et le ruisseau des Monbarres en rive droite. La Marsange passe à Presles-en-Brie et croise la RD 32, la LGV Interconnexion Est, la RD 10 et la RD 96. La Marsange reçoit le ru de Berthélerie en rive gauche et entre sur le territoire de Liverdy-en-Brie. La vallée est alors marquée, partagée entre cultures et forêts. Le ruisseau garde un débit réduit du fait de l'infiltration, permettant la présence de plusieurs gués. La Marsange reçoit en rive gauche le ru de Feneuse, entre sur le territoire d'Ozouer-le-Voulgis et reçoit à nouveau en rive gauche le ru de Chevry. Le ruisseau passe enfin sous la ligne de Paris-Est à Mulhouse-Ville et la RD 48 pour rejoindre l'Yerres à une altitude de 69 mètres.

## Affluents
De sa source à Coutevroult à sa confluence avec l'Yerres à Ozouer-le-Voulgis, son cours fait 30,4 km. La Marsange reçoit par ordre géographique, d'amont en aval, les affluents suivants :
- Ru des Grands Buissons, 1,9 km, qui prend sa source et coule dans la forêt de Crécy en traversant la RD 231.
- Ru de la Hotte, 4,8 km, qui prend sa source à la lisière de la forêt régionale de Ferrières près du hameau de la Route (Favières). Il traverse deux fois la RD 10 avant de recevoir le ru du Grand Étang en rive gauche. Le ru du Grand Étang, appelé ru de la Folie dans sa partie amont, a une longueur de 9,8 km, qui prend sa source à Bailly-Romainvilliers, traverse l'Autoroute A4 puis le RD 231, passe à Villeneuve-Saint-Denis où il traverse la RD 88, reçoit le ru du Gibet en rive droite, traverse la RD 21 puis la LGV Interconnexion Est, et reçoit en rive gauche le ru du Grand Étang  dont il prend le nom.
- Ru des Boissières, 8,2 km, intermittent, qui prend sa source à l'est de Neufmoutiers-en-Brie, part au sud puis à l'ouest, traverse la RD 96 et la LGV Interconnexion Est avant de rejoindre la Marsange au centre de Tournan-en-Brie
- Ru de la Queue Mahot, 1,2 km, intermittent, qui prend sa source dans le bois de Villegenard et traverse la RD 10.
- Ru des Monbarres, 12,7 km, qui prend sa source au nord de la Forêt régionale de Ferrières sur le territoire de Jossigny sous le nom de ru du Buronnières, traverse la forêt du nord au sud en limite de Bussy-Saint-Georges puis sur le territoire de Favières. Il alimente les étangs de Vincennes et d'Armainvilliers, devient le ru de Monbarres avant de passer à Gretz-Armainvilliers et de rejoindre la Marsange sur le territoire de Presles-en-Brie.
- Ru de la Berthélerie, 5,0 km, qui prend sa source au hameau du Petit Loribeau au nord de Châtres, traverse la RD 96, alimente l'étang de Tizard et traverse la RD 32 en limite de Liverdy-en-Brie et Presles-en-Brie.
- Ru de Feneuse, 3,6 km, qui prend sa source au hameau du Mesnil au sud de Châtres, traverse la RD 144, et traverse la RD 32 au hameau de Retal (Liverdy-en-Brie).
- Fossé de Jamard, 1,0 km, intermittent, qui prend sa source en limite de Courquetaine et passe près du hameau de Jamard (Ozouer-le-Voulgis) sous la ligne de Paris-Est à Mulhouse-Ville.
- Ru de Chevry, 6,1 km, qui prend sa source à l'est de Châtres, traverse la RD 144, part au sud en limite de Fontenay-Trésigny, passe à la Chalotterie (Châtres), aborde Chaumes-en-Brie, traverse la RD 32, entre sur le territoire d'Ozouer-le-Voulgis, passe dans une vallée boisée et encaissée et rejoint la Marsange.

## Communes traversées
La Marsange traverse 9 communes en Seine-et-Marne :
Villiers-sur-Morin ~ Villeneuve-le-Comte ~ Neufmoutiers-en-Brie ~ Favières ~ Tournan-en-Brie ~ Gretz-Armainvilliers ~ Presles-en-Brie ~ Liverdy-en-Brie ~ Ozouer-le-Voulgis.

### Protection de la vallée de la Marsange et de ses abords
La vallée de la Marsange n'est pas classée mais présente un certain intérêt écologique et paysager dans la Brie occidentale, traversant un territoire partagé entre espaces boisés et espaces ouverts.

## Hydrologie
La Marsange est un ruisseau irrégulier à l'instar des autres cours d'eau de la Brie.
Le module de la Marsange n'est pas connu. La Marsange présente de très importantes fluctuations saisonnières de débit, avec des hautes eaux d'hiver-printemps de décembre à début avril inclus (avec un maximum en février), et des basses eaux d'été de mai à novembre inclus (avec un minimum en  août et en septembre).
En période d'étiages sévères, la Marsange tombe quasiment à sec. Tout comme l'Yerres, la rivière est très dépendante du niveau de la nappe phréatique, du fait de la nature très perméable du sol. La Marsange était régulièrement à sec à Ozouer-le-Voulgis dans les années 1970.
Les crues qui surviennent peuvent être importantes. La faible pente motrice se traduit par des débordements fréquents et généralisés lors des crues. Les conséquences restent limitées car peu d'habitations sont directement au contact de la rivière.
La Marsange, tout comme l'Yerres est une rivière peu abondante, alimentée par des précipitations réduites. La lame d'eau écoulée dans son bassin versant est de 109 millimètres annuellement, une des plus faibles de France, nettement inférieure tant à la moyenne de la totalité du bassin de la Seine (220 millimètres), qu'à la moyenne d'ensemble de la France. Le débit spécifique (ou Qsp) atteint 3,4 litres par seconde et par kilomètre carré de bassin.

## SyAGE, organisme gestionnaire
La gestion de la Marsange était assurée par le Syndicat Mixte d'Aménagement et d'Entretien de la Marsange.
Il regroupait  13 communes et 3 syndicats, situés sur le cours de la rivière la Marsange, depuis sa source jusqu'à sa confluence avec l'Yerres.
Depuis le 1er janvier 2020, le SyAGE  (Syndicat mixte pour l'Assainissement et la Gestion des Eaux du bassin versant de l'Yerres) est responsable du bon état écologique des milieux aquatiques et s'occupe donc du bon entretien des cours d'eau. Le SyAGE est un syndicat mixte composé de 40 communes et de 30 groupements de communes répartis sur 3 départements (l'Essonne, la Seine-et-Marne, le Val-de-Marne)
Un SAGE (Schéma d'aménagement et de gestion des eaux), élaboré depuis 2002 sous l'égide de la CLE (Commission Locale des Eaux) du bassin versant de l'Yerres, a été approuvé par arrêté interpréfectoral le 13 octobre 2011. Il établit des préconisations permettant d'atteindre les objectifs de bon état des eaux imposés par la Directive Cadre Européenne sur l’Eau (DCE).

## Qualité des eaux
La Marsange, à l'instar des autres cours d'eau de la Brie centrale, affiche une mauvaise qualité des eaux.